# Aeroportul Zagora
Aeroportul Zagora (IATA: OZG, ICAO: GMAZ) este un aeroport din Maroc ce deservește zona Zagora, Maroc. Aeroportul a fost tranzitat în 2022 de 10.394 de pasageri. A fost numit după zona deservită.
Situat la o altitudine de 736 m, aeroportul dispune de o singură pistă.